# Mauro de Glanfeuil

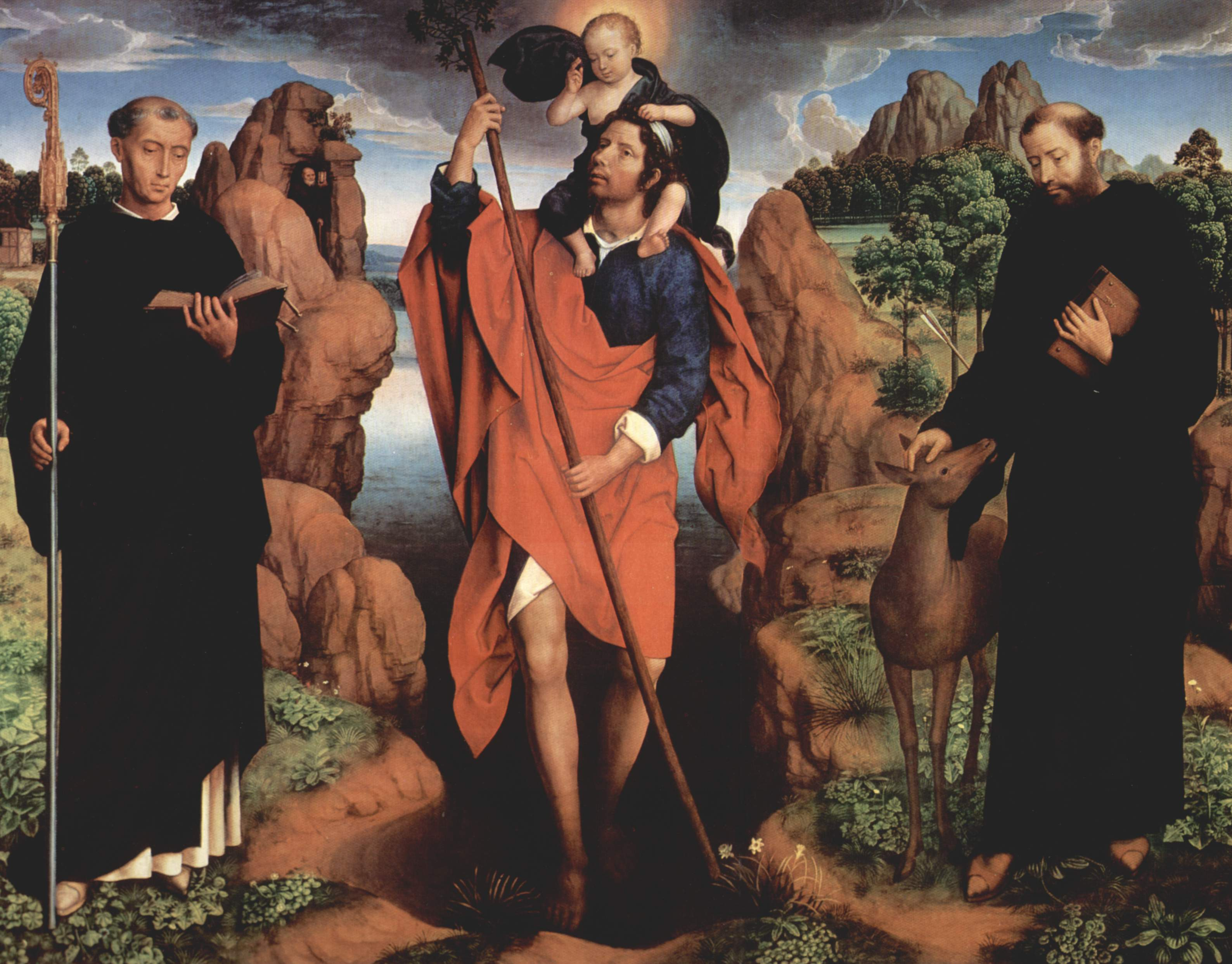
San Cristóbal con San Mauro y San Egidio

Mauro (Norte de África, 512-Francia, 584) abad de Glanfeuil, llamado después San Mauro del Loira o de Anjou. 

## Biografía
Fue el primer discípulo de San Benito, quien le envió a Francia, según la tradición en el año 543, para fundar monasterios. Es mencionado en la biografía de Gregorio Magno  sobre Benito de Nursia. Dirigió muchos años el convento fundado por él y en 582 se retiró a la soledad de la clausura, donde murió dos años después. Su festividad se celebra el 15 de enero. Su figura pudo haber dado lugar a la leyenda de San Amaro.
Ha dado su nombre a una congregación  benedictina muy famosa (siglos XVII y XVIII) por el gran número de sabios y obras, setecientas, que produjo y que tuvieron enorme repercusión en toda Francia. Se le atribuye el milagro de haber andado sobre las aguas para salvar a un niño que se ahogaba en el Loira, a cuyos pies fundó, en el noroeste de Francia, la primitiva abadía de Glanfeuil.